# 1856
1856（千八百五十六、せんはっぴゃくごじゅうろく）は自然数、また整数において、1855の次で1857の前の数である。

## 性質
- 1856は合成数であり、約数は1, 2, 4, 8, 16, 29, 32, 58, 64, 116, 232, 464, 928, 1856である。
  - 約数の和は3810。
- 1856 = 162 + 242 + 322
  - 3つの平方数の和1通りで表せる161番目の数である。1つ前は1840、次は1920。(オンライン整数列大辞典の数列 A025321)
  - 異なる3つの平方数の和1通りで表せる220番目の数である。1つ前は1840、次は1864。(オンライン整数列大辞典の数列 A025321)
- 1856 = 13 − 23 + 33 − 43 + 53 − 63 + 73 − 83 + 93 − 103 + 113 − 123 + 133 − 143 + 153
  - n = 15 のときの |13 − 23 + … + (−1)n+1n3| の値とみたとき1つ前は1519、次は2240。(ただし| |は絶対値記号)(オンライン整数列大辞典の数列 A011934)
    - 正の数の値とみたとき1つ前は1225、次は2673。
- n = 1856 のとき n と n + 1 を並べた数を作ると素数になる。n と n + 1 を並べた数が素数になる177番目の数である。1つ前は1850、次は1890。(オンライン整数列大辞典の数列 A030457)
- 1856 = 26 × 29
  - 2つの異なる素因数の積で p6 × q の形で表せる10番目の数である。1つ前は1472、次は1984。(オンライン整数列大辞典の数列 A189987)
- 1856 = 452 − 169
  - n = 45 のときの n2 − 132 の値とみたとき1つ前は1767、次は1947。(オンライン整数列大辞典の数列 A132768)
- 約数の和が1856になる数は1個ある。(1389) 約数の和1個で表せる288番目の数である。1つ前は1854、次は1868。
- 各位の和が20になる68番目の数である。1つ前は1847、次は1865。

## その他 1856 に関連すること
- 西暦1856年
- ボードゲームについては1856 (ボードゲーム)を参照。